# Palczatka kosmata
Palczatka kosmata (Bothriochloa ischaemum (L.) Keng) — gatunek z rodziny wiechlinowatych. Jako gatunek rodzimy występuje w Europie, południowej części Azji i północno-zachodniej Afryce. Ponadto zawleczony do Azji południowo-wschodniej i Ameryki. W Polsce jest gatunkiem rzadkim; rośnie głównie nad Sanem i Wisłą.

## Morfologia

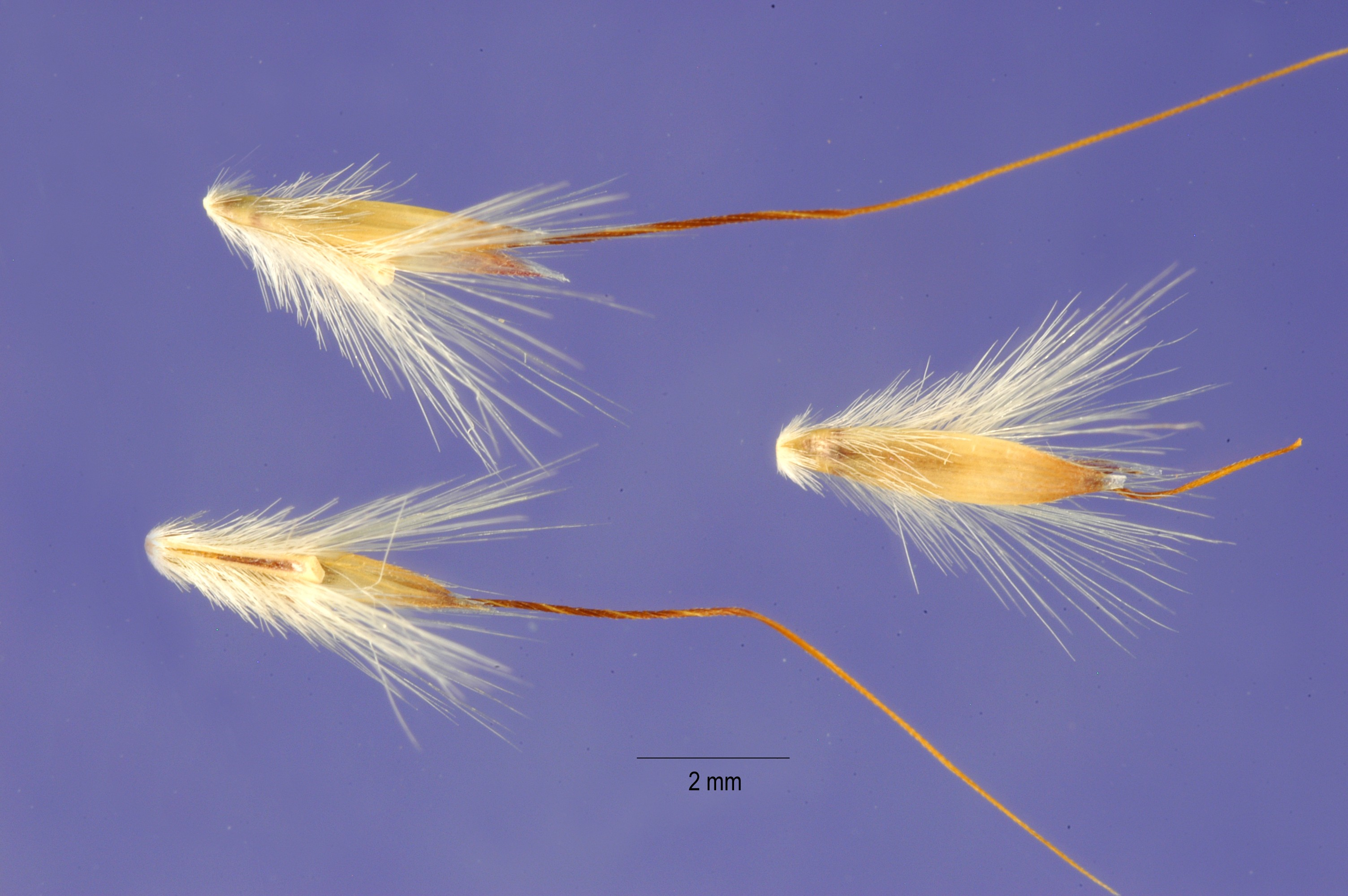
Ziarniaki

ŁodygaŁukowato podnoszące się źdźbło do 40 cm wysokości.
LiścieSzarozielone, szerokości około 3 mm, pokryte pojedynczymi, długimi włoskami. Języczek liściowy krótki, z pędzelkowatym pierścieniem włosków.
KwiatyZebrane w kłoski, te z kolei zebrane w wiechę złożoną palczasto z 5-10 równowąskich, kłosokształtnych gałązek. Oś kłosków oraz wiechy pokryta długimi włoskami. Plewy fiołkowo nabiegłe, owłosione na grzbiecie, długości około 4 mm. Plewka dolna w formie zgiętej ości do 1,5 cm długości. Znamię purpurowe.
OwoceZiarniaki.

## Biologia i ekologia
Bylina, hemikryptofit. Rośnie w murawach kserotermicznych. Kwitnie od lipca do września. Gatunek charakterystyczny klasy Festuco-Brometea. Liczba chromosomów 2n = 40, 50, 60.

## Zagrożenia i ochrona
Gatunek umieszczony na polskiej czerwonej liście w kategorii DD (stopień zagrożenia nie może być określony).